# Крюковка (Ачадовское сельское поселение)
Крюковка — деревня в Зубово-Полянском районе Мордовии России. Входит в состав Ачадовского сельского поселения.

## История
В «Списке населённых мест Тамбовской губернии за 1866» Крюковка казенная деревня из 39 дворов Спасского уезда В начале 1930-х годов бывший хутор становится поселком лесозаготовителей.

## Население
| 2002 | 2010 |
| ---- | ---- |
| 170  | ↘139 |

Национальный состав
Согласно результатам Всероссийской переписи населения 2002 года, в национальной структуре населения мордва-мокша составляли 94 %.